# Reinheimer Teich

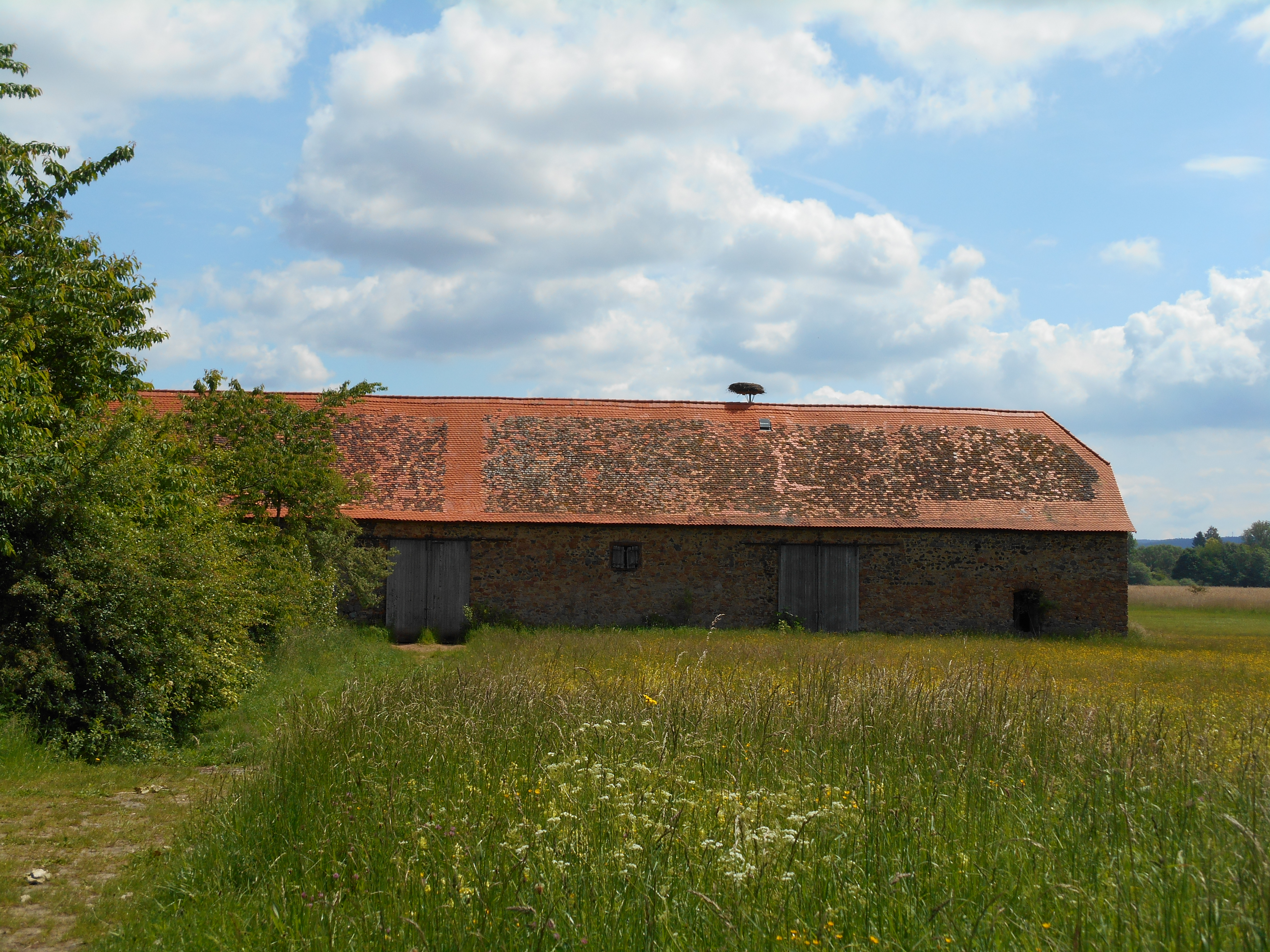
Auf dem Dach der historischen Teichscheune brütet der Weißstorch

Der Reinheimer Teich ist ein Naturschutzgebiet nordöstlich von Reinheim im Landkreis Darmstadt-Dieburg. Es besteht aus einigen offenen Wasserflächen, Schilfbeständen, Feuchtwiesen und extensiven Weideflächen mit einer Gesamtfläche von etwa 75 ha. Es ist ein überregional bedeutender Lebensraum für die Europäische Sumpfschildkröte sowie Brut- und Rastplatz zahlreicher Vogelarten.

## Geschichte
Früher war das heutige Naturschutzgebiet ein Feuchtgebiet und wurde „Reinheimer Bruch“ genannt. Nachdem es im Jahr 1625 von den Gemeinden Reinheim und Spachbrücken an Landgraf Ludwig V. verkauft worden war, wurden ab 1626 unter Landgraf Georg II. mehrere Fischteiche von Teichmeister Barthold Mayer für Karpfen und Hechte angelegt. Dazu wurde ein Damm errichtet und der Wembach sowie Wasser aus der Gersprenz eingeleitet. Bis zur Mitte des 19. Jahrhunderts wurde das Gebiet abwechselnd für die Fischerei und als Grünland genutzt. Ab 1910 gehörte es wieder zur Gemeinde Reinheim und diente als Weide und Mähgrünland.
Am 19. Dezember 1975 wurde das Naturschutzgebiet Reinheimer Teich ausgewiesen. 1976/77 wurden durch Aufstau und Ausbaggerungen wieder offene Wasserflächen mit Tief- und Flachwasserzonen geschaffen. Heute bildet das Naturschutzgebiet außerdem den zentralen Bestandteil der größeren Natura-2000-Gebiete „Untere Gersprenz“ (FFH-Gebiet 6019-303, 772,9 ha) und „Untere Gersprenzaue“ (EU-Vogelschutzgebiet 6119-401, 3232 ha).

## Lage und Geologie
Das Gebiet liegt im Reinheimer Becken im nordwestlichen Vorland des Odenwaldes in einer Höhenlage von etwa 150 Metern und ist fast eben. Den Untergrund bilden Flussablagerungen der Gersprenz und ihrer Nebenbäche, im westlichen Teil lehmbedeckte Schotter aus dem Jungpleistozän, überwiegend aber mehrere Meter dicke, sandig-schlickige Sedimente aus dem Holozän. Das Feuchtgebiet wird größtenteils von Dämmen umgeben und entwässert nach Norden durch mehrere Gräben zur Gersprenz.

## Tiere und Pflanzen

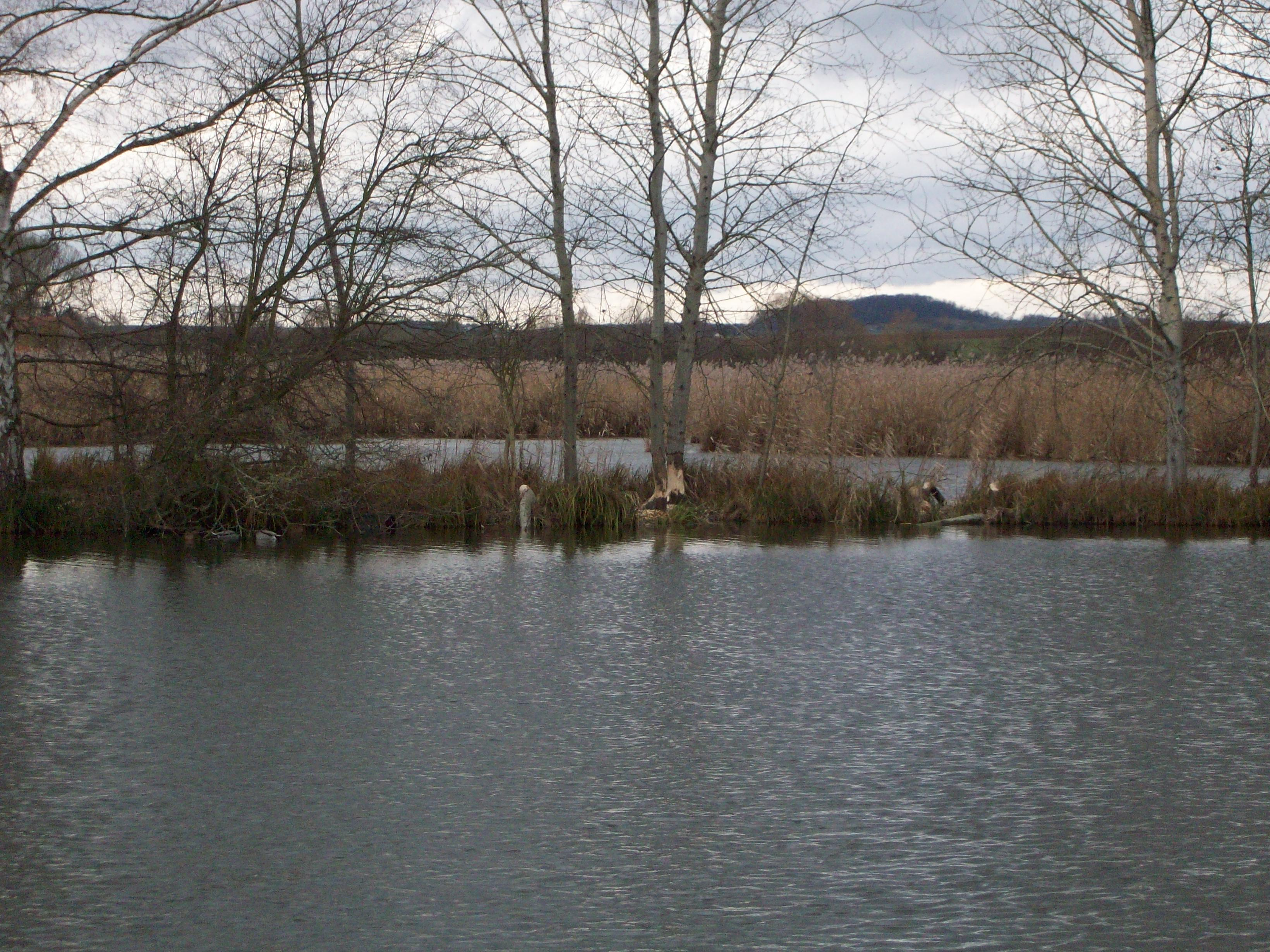
Biber-Nagespuren an Bäumen am Reinheimer Teich

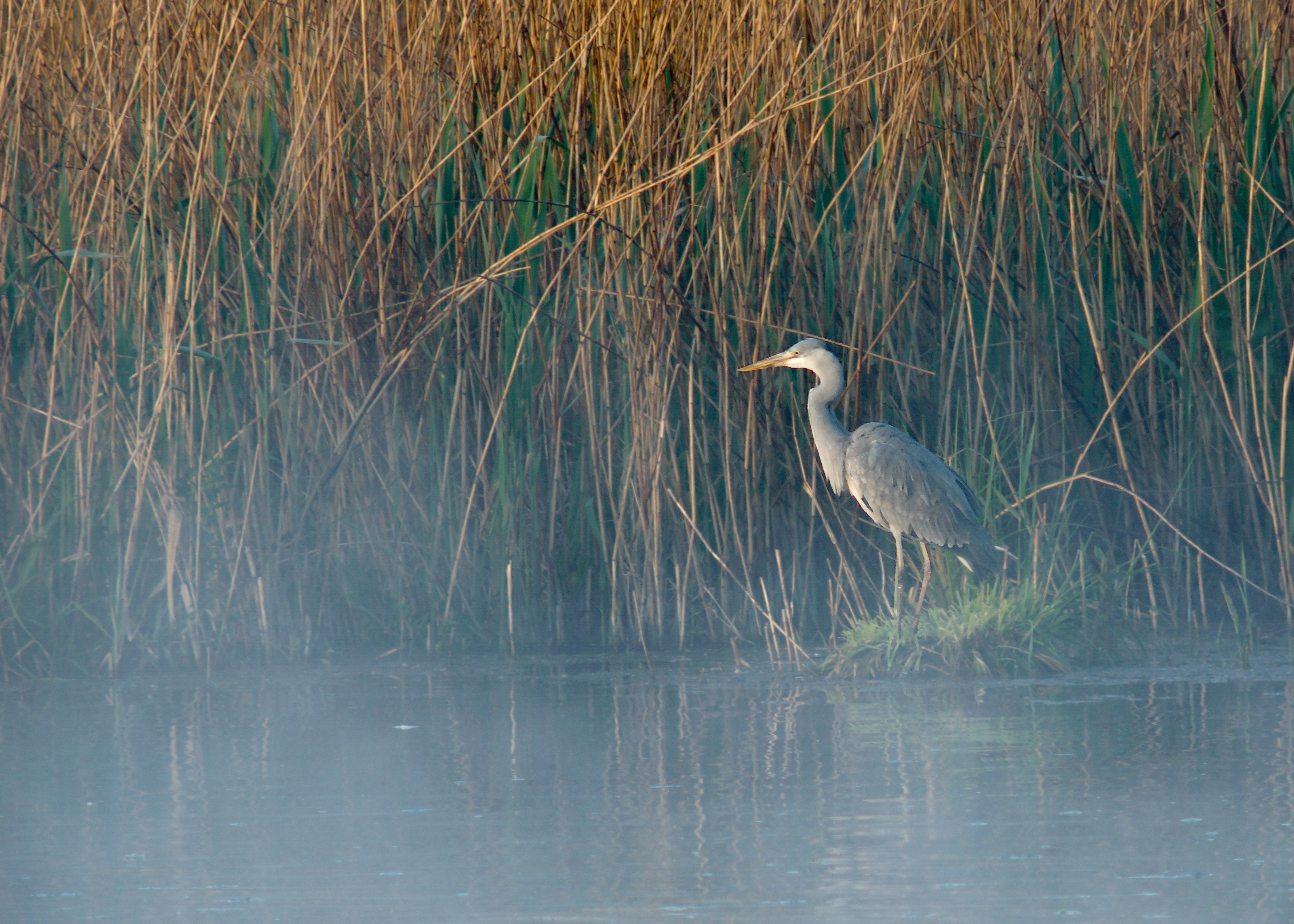
Graureiher am Reinheimer Teich

Das Naturschutzgebiet ist Lebensraum für 101 Vogelarten, davon sind 64 Brutvogelarten, beispielsweise Weißstörche, eine Graureiher-Kolonie, die Rohrweihe und zahlreiche Wasser- und Wiesenvögel. Viele Zugvögel nutzen das Gebiet als Rastplatz oder zur Überwinterung, darunter Silberreiher, Rohrdommel und Kornweihe. Außerdem wurden 12 Fischarten, vier Fledermausarten, sechs Amphibienarten (unter anderem der Laubfrosch), 28 Tagfalterarten, 16 Heuschreckenarten, 21 Libellenarten, 89 Laufkäferarten und 120 Spinnenarten nachgewiesen. Darunter sind viele bedrohte und seltene Arten, die in den Roten Listen von Hessen oder Deutschland verzeichnet sind. Auch der Biber ist hier wieder heimisch.
Besonders bedeutend ist das Vorkommen der Europäischen Sumpfschildkröte, die hier eines ihrer letzten autochthonen Vorkommen in Hessen hat. Ihre Wanderwege, Eiablageplätze, Sonnenplätze und das Verhalten wurde durch die Universität Frankfurt teils mit Hilfe von Sendern untersucht.
An den Ufern und in den Wiesen wachsen unter anderem Breitblättriges Knabenkraut, Schwarzschopf-Segge, Erdbeer-Klee und Sumpfveilchen. Insgesamt wurden 12 gefährdete Pflanzenarten nachgewiesen.

## Informationen für Besucher

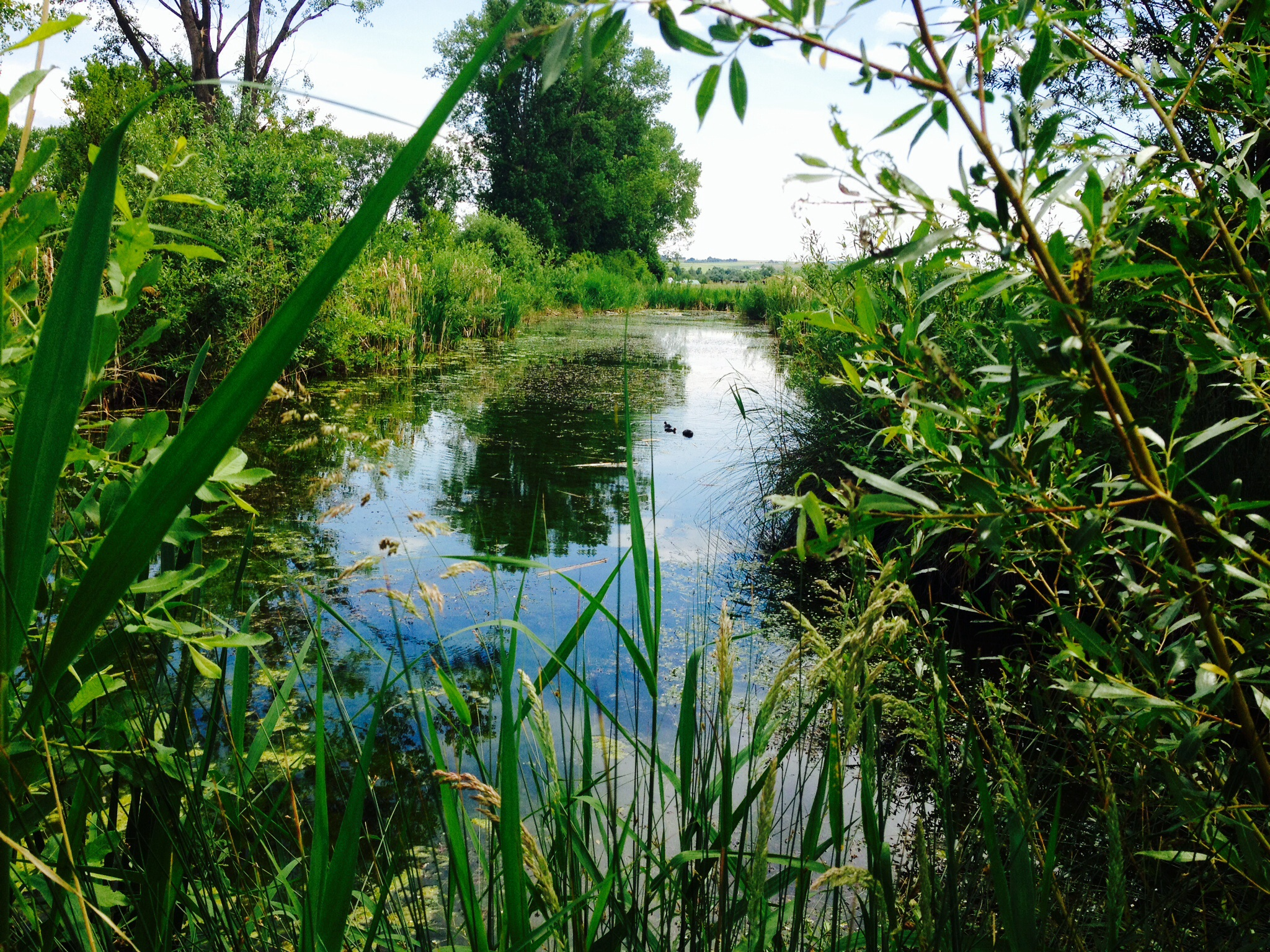
Angelegter Teich am Informationszentrum Naturschutzscheune

Um das Naturschutzgebiet führt ein etwa drei Kilometer langer Rundweg. Mehrere Tafeln informieren über die Geschichte, Tier- und Pflanzenwelt und das Leben im Wasser. Auch eine BioTopTour des Landkreises Darmstadt-Dieburg führt um das Gebiet (Wanderroute 5 km, Radroute 14 km).
Weitergehende Informationen erhalten die Besucher in der Naturschutzscheune Reinheimer Teich, im Westen außerhalb des Naturschutzgebietes. Sie wurde unter der Trägerschaft von NABU und HGON im Jahr 2005 gegründet und in ehrenamtlicher Arbeit aus einer ehemaligen landwirtschaftlichen Halle aufgebaut. Auch der laufende Betrieb erfolgt durch ehrenamtliche Helfer. Die Naturschutzscheune ist an Sonn- und Feiertagen im Sommerhalbjahr geöffnet und bietet wechselnde Ausstellungen, Führungen, Vorträge und Workshops. Im naturnah umgestalteten Außengelände können die verschiedenen Biotope des Reinheimer Teichs jederzeit aus der Nähe erkundet werden.
An der Naturschutzscheune wurde 2014 erstmals ein frisch geschlüpftes Jungtier der Sumpfschildkröte entdeckt.

## Beeinträchtigungen
Der Reinheimer Teich ist ein beliebtes Naherholungsziel. Zwar führt der Rundweg in ausreichendem Abstand zu den sensiblen Bereichen um das Gebiet, es gibt aber Störungen durch Besucher, die sich nicht an das Betretungsverbot im Naturschutzgebiet halten. Am Südrand des Reinheimer Teiches liegt das Segelfluggelände Reinheim, welches Bestandsschutz genießt. Durch den Flugverkehr und Besucherverkehr zur Vereinsgaststätte kann die Vogelwelt vor allem in der Brutzeit gestört werden.